# 8831 Brändström
8831 Brändström là một tiểu hành tinh vành đai chính với chu kỳ quỹ đạo là 1485.0873101 ngày (4.07 năm).
Nó được phát hiện ngày 2 tháng 2 năm 1989.